# دریاچه ساله‌گو
دریاچه ساله‌گو (به فرانسوی: Lac du Salagou) در ۳۸ کیلومتری غرب شهر مون‌پلیه در استان ارو ایالت آکیتین قرار دارد ، دریاچه ساله‌گو یک دریاچه مصنوعی است که روی سد ساله‌گو شکل گرفته است . 

## زمین‌شناسی و دیرینه‌شناسی
خاک قرمز اطراف دریاچه تشکیل شده از رس و اکسید آهن است و وجود بازالت نشان‌دهنده فعالیت‌های آتش‌فشانی در حدود یک و نیم سال قبل بوده است . در این دریاچه فسیل‌های از گونه‌های جانوری و گیاهی چندین میلیون سال پیش کشف شده است که امروزه در موزه فلوری نگه‌داری می‌شوند . 

## جاذبه‌های توریستی
دریاچه از نظر توریستی فضای بکری برای گذراندن اوقات فراغت مردم شهر مون‌پلیه است . برهنگی در اطراف طبیعت دریاچه ساله‌گو آزاد است و افراد می‌توانند از ورزش‌های آبی کنار دریاچه استفاده کنند . 

Lac du Salagou - دریاچه ساله‌گو
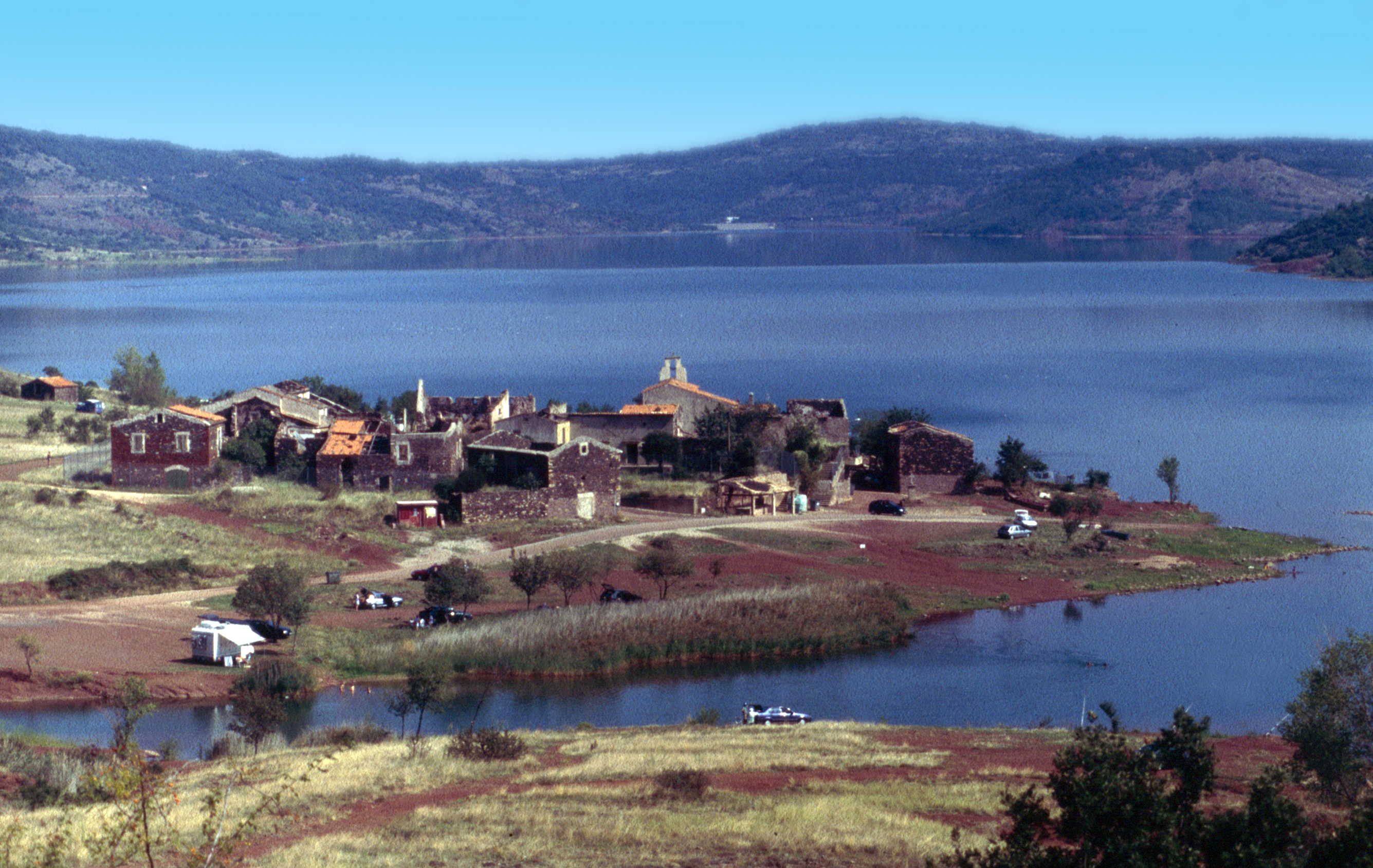
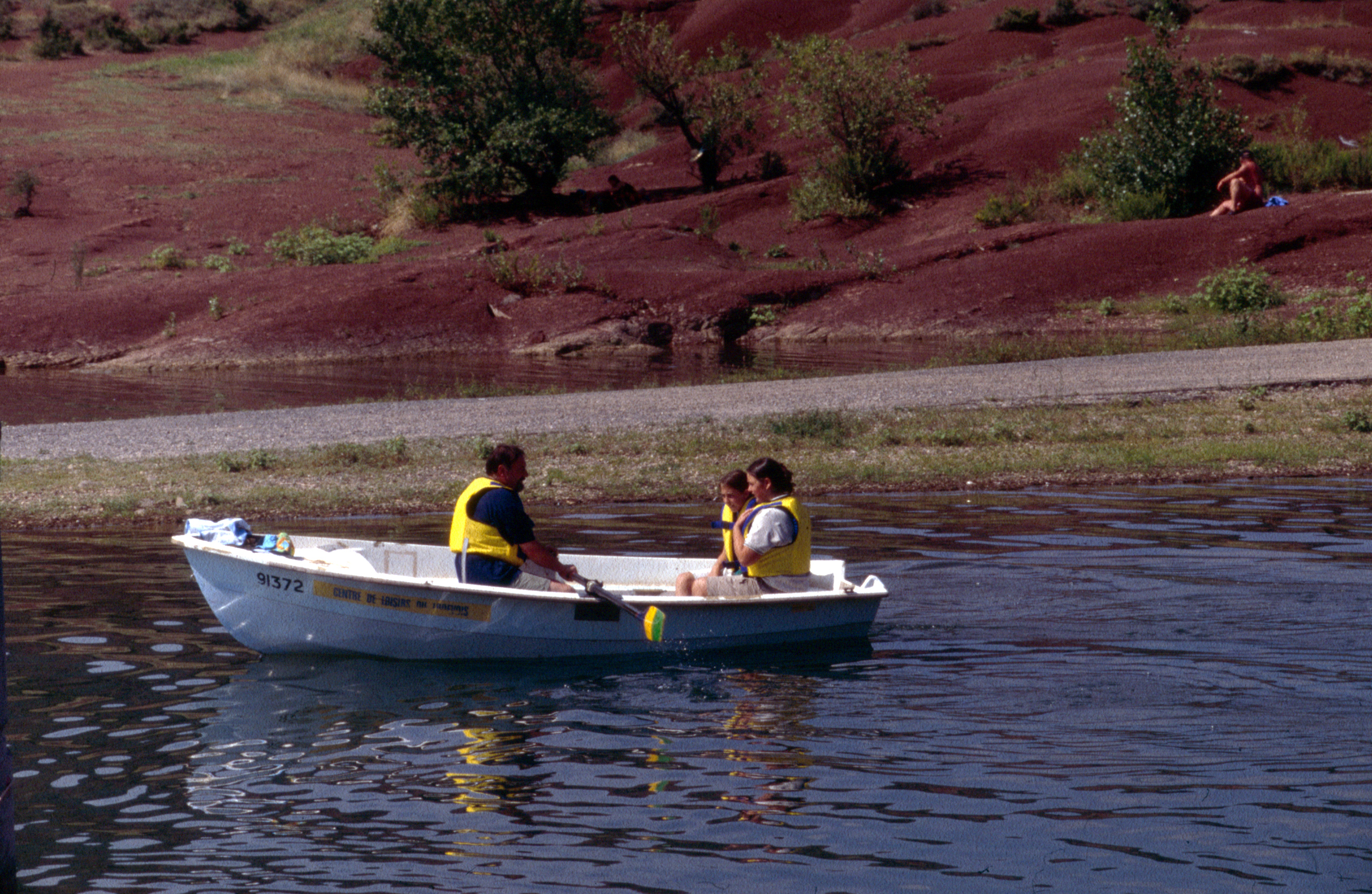
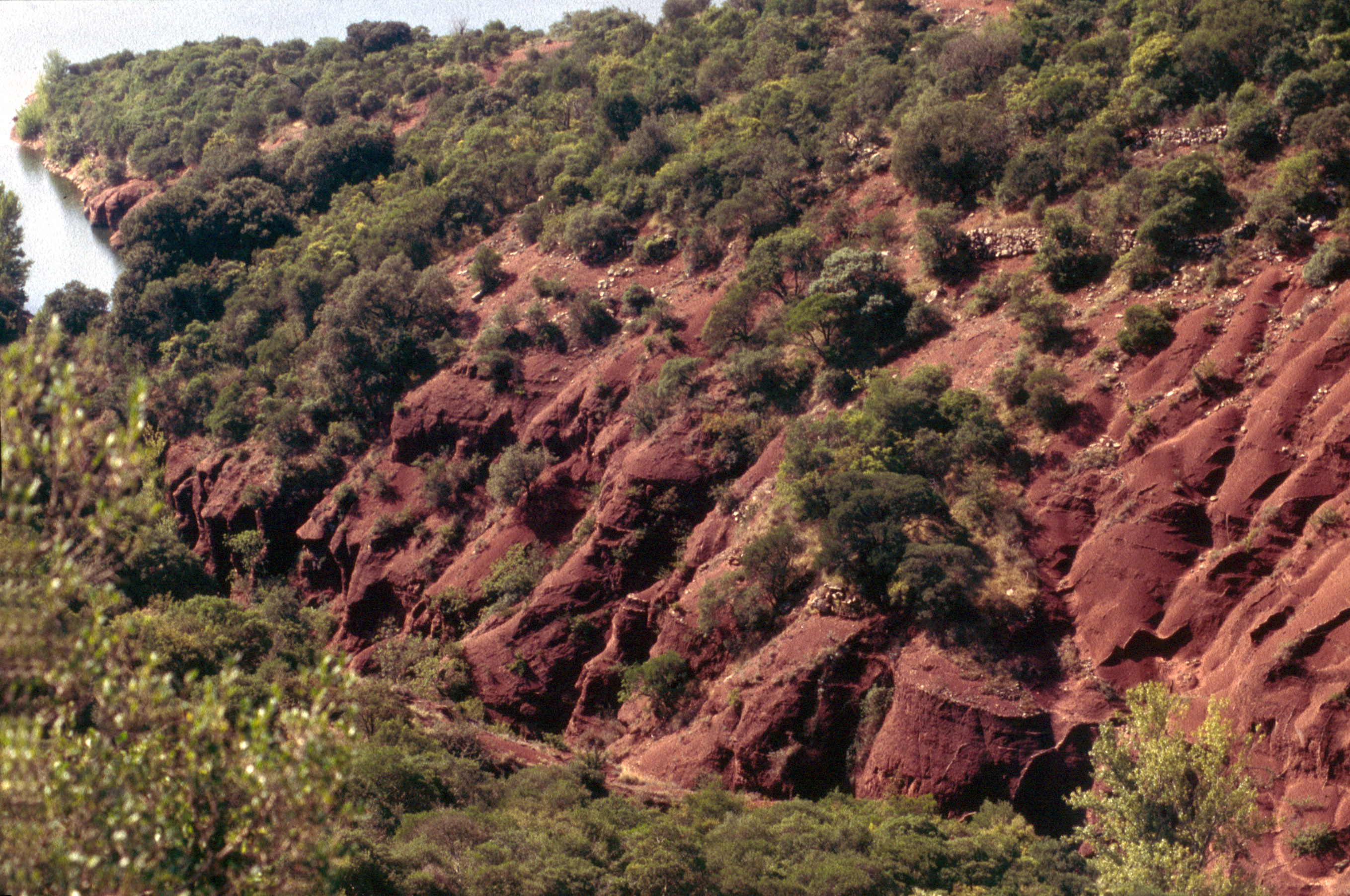
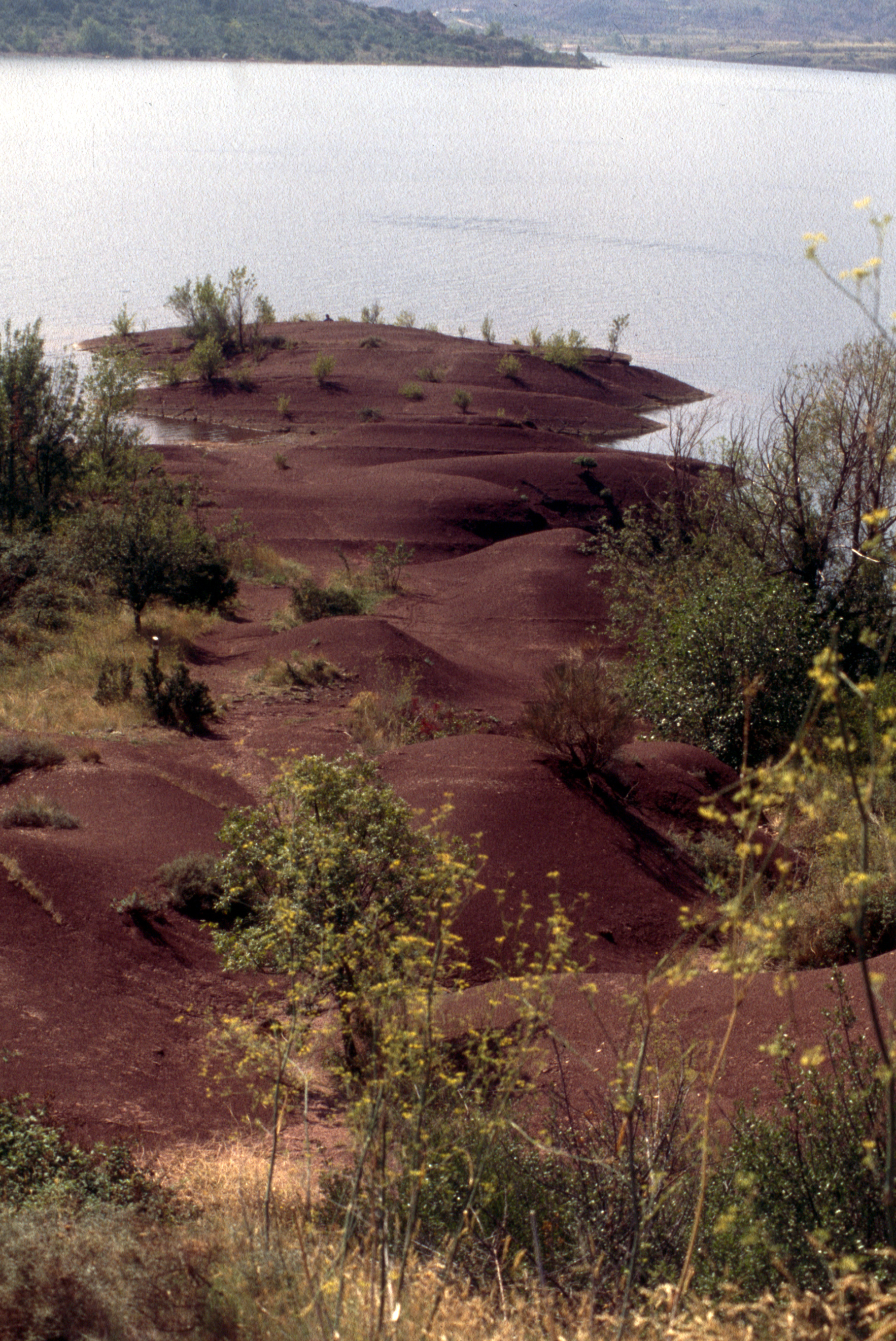
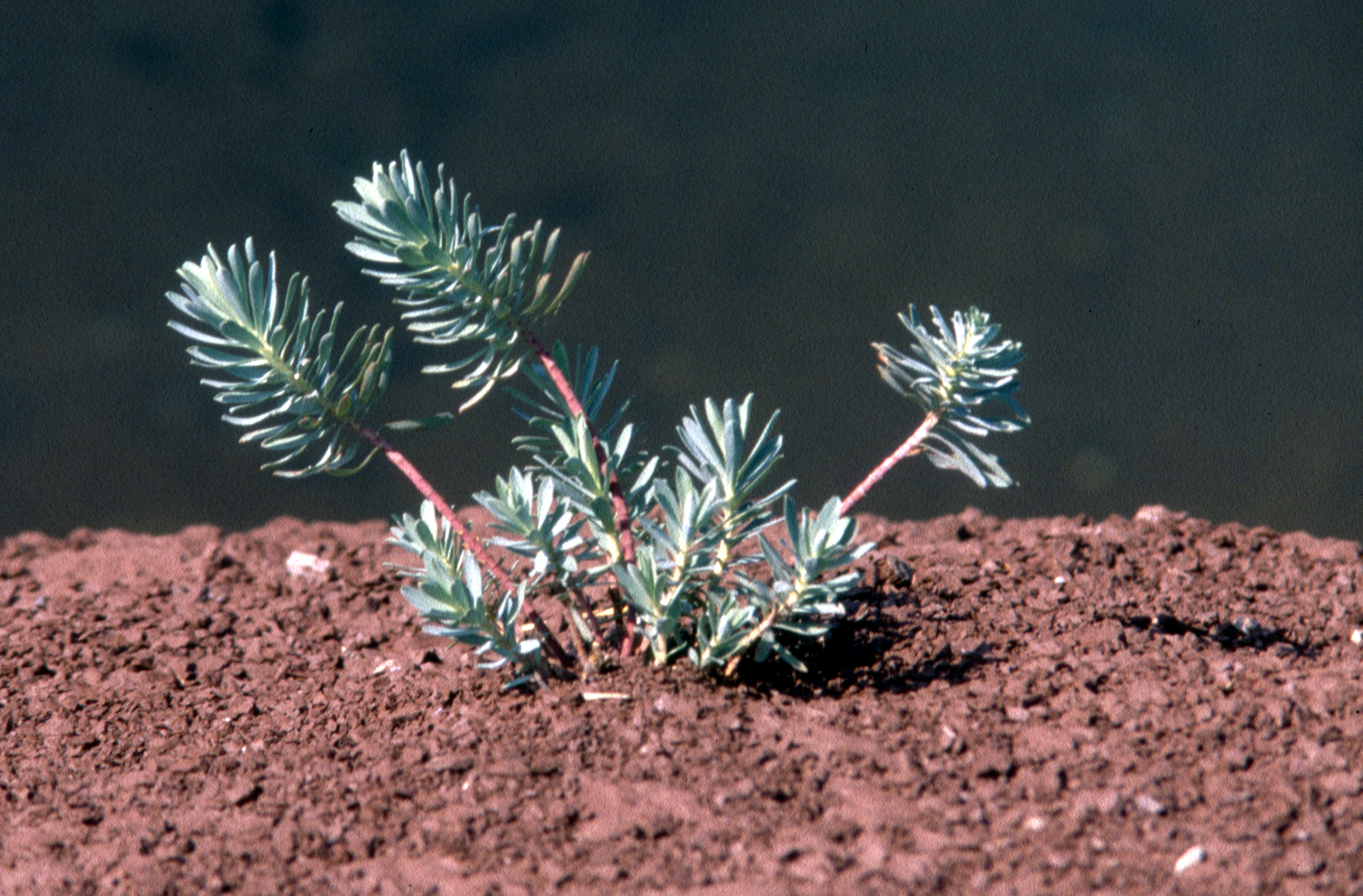
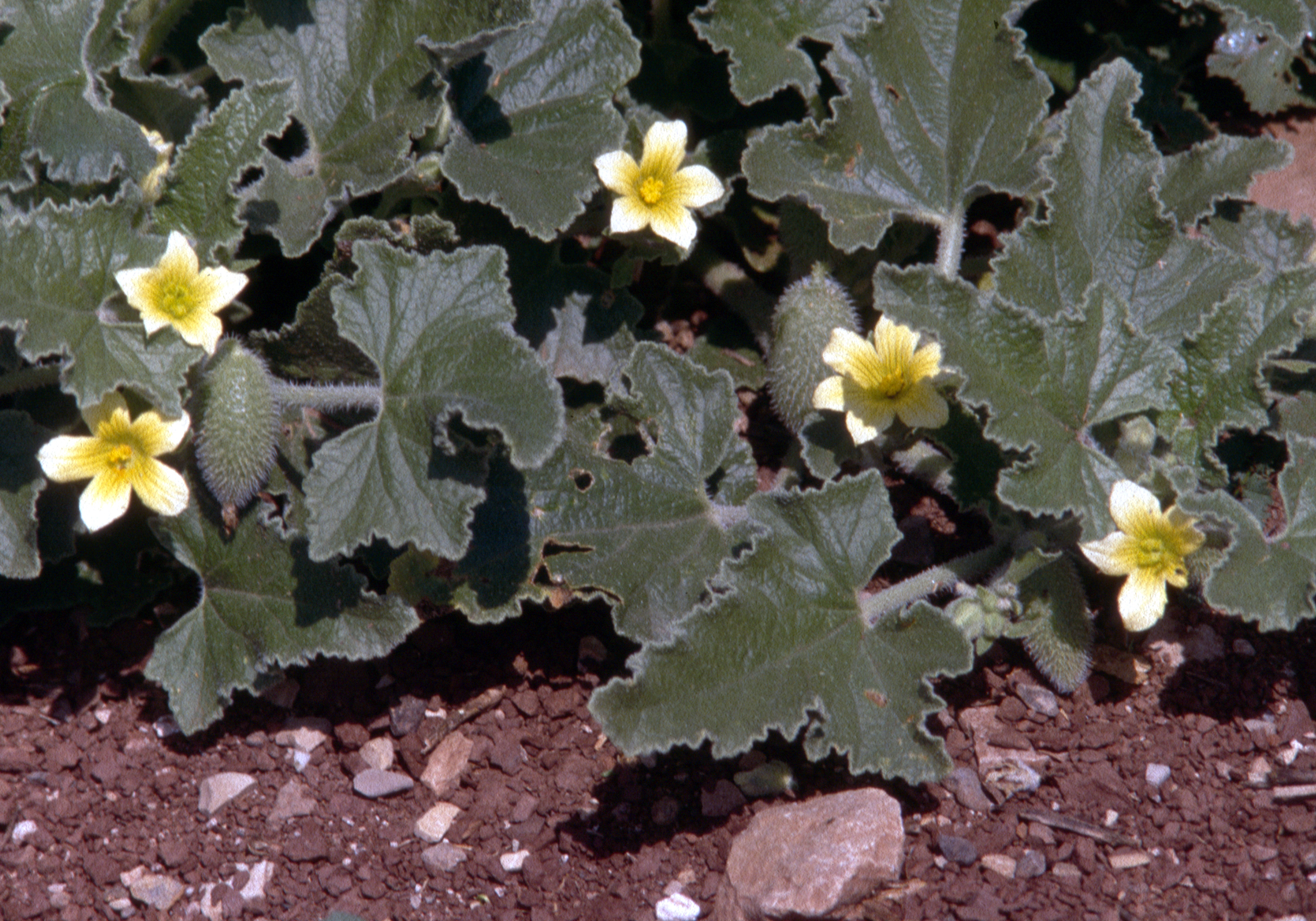
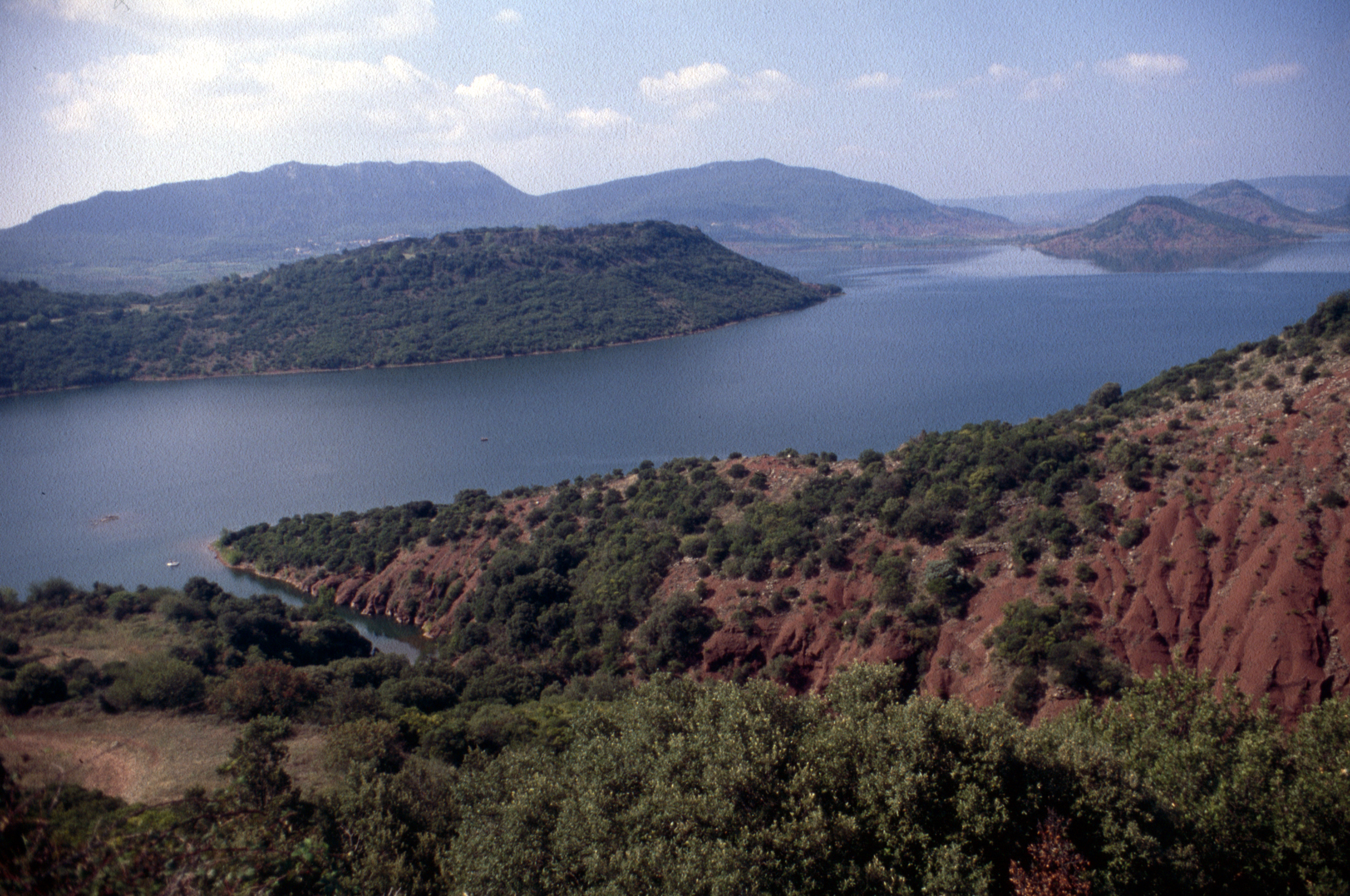